# Panslavismo

La bandiera panslava assunta nel Primo Congresso panslavo a Praga nel 1848; questa combinazione di colori fu poi adottata per la bandiera della Jugoslavia.

Per panslavismo si intende il movimento culturale nato nel XIX secolo con l'arrivo di ideali liberali e nazionali diffusi negli ambienti colti slavi in seguito al romanticismo e alle guerre napoleoniche. Mirava alla presa di coscienza dei popoli slavi di radici comuni e si poneva come obiettivo quello di creare un unico Stato nazionale slavo. Dagli ideali panslavi si svilupperà in seguito quell'insieme di ideologie conosciuto come irredentismo jugoslavo. 

## Storia
Lo scrittore Ján Kollár (1793-1852) attribuì agli idiomi slavi nel saggio Sulla reciprocità letteraria dei diversi ceppi e dialetti della nazione slava (1836) il carattere di dialetti riferentisi a un'unica antica lingua, quella che i linguisti odierni definiscono proto-slavo. I principali teorici furono presso le popolazioni residenti dentro i confini dell'Impero Asburgico, ovvero Cechi, Ruteni, Sloveni, Slovacchi, Croati e Serbi di Croazia.
Il Primo Congresso panslavo si tenne a Praga nel 1848, presieduto dallo storico František Palacký. La più grande divisione teorica è quella tra il "Piccolo Panslavismo", che esclude la Russia, ed il "Grande Panslavismo", che la include. L'Impero russo usò spesso l'idea della riunificazione slava e della Terza Roma per giustificare la sua espansione nell'Europa centro-orientale e nei Balcani. Il movimento ebbe un ruolo ideologico fondamentale per la creazione del Regno di Jugoslavia. I principali ostacoli alla riunione dei popoli slavi sono aspri conflitti storici e la mancanza di coesione territoriale, essendo slavi del nord e del sud divisi geograficamente dalla presenza di austriaci, ungheresi e romeni, popoli di cultura e lingua non slava.